# Klaus Bonhoeffer
Pour les articles homonymes, voir Bonhoeffer (homonymie).
Klaus Hans Martin Bonhoeffer (né le 5 janvier 1901 à Breslau, mort le 23 avril 1945 à Berlin) est un juriste allemand, résistant allemand au nazisme impliqué dans le complot du 20 juillet 1944. Il est le frère du pasteur Dietrich Bonhoeffer.

## Biographie
Klaus Bonhoeffer est le fils de Karl Bonhoeffer (de), professeur en psychiatrie et en neurologie, et de son épouse Paula von Hase (la petite-fille de Karl von Hase (de)). Avec son frère Dietrich et Hans von Dohnanyi (son futur beau-frère), il fréquente le Grunewald-Gymnasium (de). Il étudie ensuite le droit à Heidelberg.
Après son doctorat, il poursuit ses travaux à Berlin, Genève et Amsterdam. Le 3 septembre 1930, il se marie avec Emmi Delbrück (de), la fille de Hans Delbrück et sœur de Justus et Max Delbrück. Bonhoeffer travaille comme avocat et conseiller juridique pour la Lufthansa, ce qui lui donne l'occasion de faire de nombreux voyages.
En 1940, Klaus Bonhoeffer établit des contacts avec divers groupes de résistance contre le régime nazi. Par son frère Dietrich, il fréquente les résistants religieux et par ses beaux-frères Justus Delbrück, Hans von Dohnanyi et Rüdiger Schleicher, il voit les opposants militaires, en particulier le cercle de Wilhelm Canaris. Grâce à un cousin de sa femme, Ernst von Harnack, il a aussi des rapports avec les sociaux-démocrates. Il s'implique en compagnie d'Otto John (de). Il profite de ses voyages pour correspondre avec les résistants de toute l'Allemagne. Il est mis au courant du complot du 20 juillet 1944 contre Adolf Hitler.
Selon le carnet de détention de la prison de Lehrter Straße, où la Gestapo place les prisonniers politiques, Klaus Bonhoeffer entre le 1er octobre 1944 et est condamné le 2 février 1945 par le Volksgerichtshof à la peine de mort. Dans la nuit du 22 au 23 avril 1945, alors que l'Armée Rouge atteint la périphérie de Berlin, Klaus Bonhoeffer et douze autres prisonniers, dont Rüdiger Schleicher et Friedrich Justus Perels, sont exécutés d'une balle dans le cou par un Sonderkommando du Reichssicherheitshauptamt lors d'un transfert vers le Prinz-Albrecht-Palais (de) dans un terrain de ruines près d'Invalidenstraße.

## Source de la traduction
- (de) Cet article est partiellement ou en totalité issu de l’article de Wikipédia en allemand intitulé « Klaus Bonhoeffer » (voir la liste des auteurs).